# Neuvelle-lès-Voisey
 Neuvelle-lès-Voisey  es una población y comuna francesa, en la región de Champaña-Ardenas, departamento de Alto Marne, en el distrito de Langres y cantón de Laferté-sur-Amance.

## Demografía
| 157 | 154 | 161 | 144 | 115 | 119 |
| Para los censos de 1962 a 1999 la población legal corresponde a la población sin duplicidades (Fuente: INSEE [Consultar]) |     |     |     |     |     |